# Cogenitor
Cogenitor is de 22e aflevering van het tweede seizoen van de Amerikaanse sciencefictiontelevisieserie Star Trek: Enterprise. Het is de 46e aflevering van de serie, voor het eerst uitgezonden in 2003.

## Verhaal
De USS Enterprise maakt kennis met een ras (de Vissians) dat de mensheid nog niet eerder heeft ontmoet. De aliens zijn hoogontwikkeld en uiterst vriendelijk. De kennismaking verloopt dan ook erg voorspoedig en het lijkt erop dat een goede band tussen de twee rassen in het verschiet ligt. Verschillende wetenschappelijke en technologische uitwisselingen worden op touw gezet tussen de twee ruimteschepen, waaronder een missie in de lokale zon die kapitein Jonathan Archer en de kapitein van de Vissians samen zullen maken. Ondertussen komt Trip Tucker erachter dat dit ras bestaat uit drie seksen. Naast man en vrouw, is er een sekse (cogenitor (co-creator) genaamd) die drie procent van de bevolking uitmaakt en die essentieel is in het voortplantingsproces tussen man en vrouw. Deze personen zijn qua hersencapaciteit niet ondergeschikt aan de man en de vrouw, maar hebben aanzienlijk minder rechten en een dienende functie in de maatschappij. Tucker leert een van deze cogenitors beter kennen en trekt zich het achtergestelde lot aan en leert haar onder andere hoe ze moet lezen. 
Dit valt niet in goede aarde bij de Vissians, waarna Tucker niet meer welkom is op hun schip. De cogenitor is echter tot het besef gekomen dat ze nooit een normaal leven zal leiden als Tucker er niet is om de rechten te verdedigen. Daarom vraagt ze politiek asiel aan bij Archer, die weigert om de verhouding met de Vissians niet te schaden. De cogenitor pleegt later zelfmoord, waardoor het stel waar ze aan was toegeschreven geen kind meer zal krijgen. Archer informeert Tucker dat dit is gebeurd en geeft hem een zware reprimande voor zijn onverantwoordelijke gedrag.

## Acteurs

### Hoofdrollen
- Scott Bakula als kapitein Jonathan Archer
- John Billingsley als dokter Phlox
- Jolene Blalock als overste T'Pol
- Dominic Keating als luitenant Malcolm Reed
- Anthony Montgomery als vaandrig Travis Mayweather
- Linda Park als vaandrig Hoshi Sato
- Connor Trinneer als overste Charles "Trip" Tucker III

### Gastrollen
- Andreas Katsulas als Vissiaanse kapitein Drennik
- F.J. Rio als het Vissiaanse Technisch Hoofd
- Becky Wahlstrom als de cogenitor
- Laura Interval als tactisch officier Veylo
- Larissa Laskin als Calla

### Bijrollen

#### Bijrollen met vermelding in de aftiteling
- Stacie Renna als Traistana

#### Bijrollen zonder vermelding in de aftiteling
- Adam Anello als een bemanningslid van de Enterprise
- Jef Ayres als bemanningslid Haynem
- Joshua Brown als een Vissiaans bemanningslid
- Solomon Burke junior als Billy
- Donna Burns als een Vissiaans bemanningslid
- Mark Correy als Alex
- Nikki Flux als een bemanningslid van de Enterprise
- Hilde Garcia als Rossi
- Glen Hambly als een bemanningslid van de Enterprise
- Scott Hill als een Vissiaans bemanningslid
- Aldric Horton als een bemanningslid van de Enterprise
- Yoshi Jenkins als een Vissiaans bemanningslid
- John Jurgens als een bemanningslid van de Enterprise
- Aouri Makhlouf als een bemanningslid van de Enterprise
- Marnie Martin als een bemanningslid van de Enterprise
- Michael McAdam als een bemanningslid van de Enterprise
- Marlene Mogavero als een bemanningslid van de Enterprise
- Bobby Pappas als een bemanningslid van de Enterprise
- Nelson Rose als een Vissiaans bemanningslid
- Jan Shiva als een bemanningslid van de Enterprise
- Jeff Welsh als een Vissiaans bemanningslid